# خان شاه عباسي (عباس أباد)
خان شاه عباسي (بالفارسية: کاروانسرای شاه‌عباسی) هو خان تاريخي يعود إلى عصر السلالة الصفوية، ويقع في عباس‌ أباد، بمحافظة سمنان بإيران.